# Alfred Benedikt Brendel
Alfred Benedikt Brendel (* 13. November 1991) ist ein deutscher Wirtschaftsinformatiker und Professor für Wirtschaftsinformatik (insb. intelligente Systeme und Dienste) an der Technischen Universität Dresden. Sein Forschungsschwerpunkt liegt in den Bereichen Design Science Research, Sharing Economy und Conversational Agents.

## Werdegang
Brendel studierte an der Georg-August-Universität Göttingen Wirtschaftsinformatik im Bachelor (Abschluss 2014, Bachelor of Science in Wirtschaftsinformatik) und Master (Abschluss 2015, Master of Science in Wirtschaftsinformatik). Anschließend promovierte er ebenfalls an der Georg-August-Universität Göttingen von 2015 bis 2017. Seine Dissertation trägt den Titel „Applied Design Science Research in the Context of Smart and Sustainable Mobility: The Case of Vehicle Supply and Demand Management in Shared Vehicle Services“ und wurde mit summa cum laude bewertet. Anschließend arbeitete er an der Georg-August-Universität Göttingen als Postdoc und ab Mitte 2019 als akademischer Rat an dem Lehrstuhl für Informationsmanagement von Kolbe. Er leitete die Forschungsgruppe Smart Mobility Research Group und baute 2019 die  Digital Health Research Group auf. Im Oktober 2020 wurde er im Alter von 28 Jahren an die Technischen Universität Dresden als Professor für Wirtschaftsinformatik, insb. intelligente Systeme und Dienste, berufen.

## Forschung und Lehre
Brendels Forschung fokussiert sich auf die Gestaltung von Informationssystemen und die Entwicklung von Design Theorien. Ein Beispiel ist seine experimentelle Erforschung zum Thema Conversational Agents und deren Wahrnehmung durch Nutzer. Seine Forschung in dem Bereich wurde in führenden Journalen, sowie dem Business & Information Systems Engineering (BISE), veröffentlicht.
Dabei fokussiert er sich auf die Anwendungsgebiete Gesundheit, Mobilität und digitale Arbeit. Im Bereich Smart Mobility hat sich Brendel im internationalen Forschungsfeld mit unter anderem drei Beiträgen im Transportation Research Part D: Transport and Environment Journal, welches zu den Top-Journalen im Bereich Transportation zählt, etabliert.
Ein Forschungsaufenthalt führte ihn an die Indiana University in Bloomington.
Seine Lehre behandelt Themen aus den Bereichen Data Science, Human-Computer-Interaction und Design Science Research.
Brendel ist Mitglied des Verbands der Hochschullehrer für Betriebswirtschaft e.V. (VHB) und der Association for Information Systems (AIS). Darüber hinaus ist er regelmäßig als Associate Editor für die European Conference on Information Systems (ECIS) und als Mini-Track Chair für die Americas Conference on Information Systems (AMCIS) aktiv. Des Weiteren ist er regelmäßiger Reviewer für verschiedene renommierte internationale Journale, unter anderem Journal of Management Information Systems, European Journal of Information Systems, Business & Information Systems Engineering und Journal of Cleaner Production.

## Auszeichnungen und Ehrungen
- 2021: Best-Paper-Award Internationale Tagung Wirtschaftsinformatik (WI)[13]
- 2020: Platz 140 (Top 5 %) der forschungsstärksten BWL-Professoren auf Basis der Publikationsleistung der letzten 5 Jahre[14] im Ranking der Zeitschrift Wirtschaftswoche
- 2020: Platz 79 (Top 25 %) der forschungsstärksten BWL-Professoren unter 40 auf Basis der Publikationsleistung der letzten 5 Jahre[14] im Ranking der Zeitschrift Wirtschaftswoche